# Mi turno (El Chojin)
Mi turno fue el primer LP (Larga duración) de El Chojin. Fue puesto a la venta en 1999 y cuenta con 14 canciones o "cortes". Producido por Frank T. Colabora Meswy (Swy), VKR (El Imperio), Frank T y Unho. Sr. Tcee y Paco King a los platos.

## Lista de canciones
1. Mi turno
2. La habéis cagado 
3. Nuevos tiempos (con Unho)
4. El jardín de la alegría 
5. Pelea 
6. La sociedad protectora de esto y lo otro (con Frank T)
7. Mami, el negro está rabioso 
8. El Chojín 
9. 100% = 10.000 (Mi estilo) 
10. Entre colegas (con Zarman & Sr. T.Cee)
11. El hip hop y los camisas remetidas 
12. Mi definición de esto 
13. Tarara-ra-ra 
14. Más allá (con Swy & Paco King)
- Datos: Q5491102